# Staurastrum echinatum
Staurastrum echinatum là một loài Song tinh tảo trong họ Desmidiaceae, thuộc chi Staurastrum.